# Discordianisme

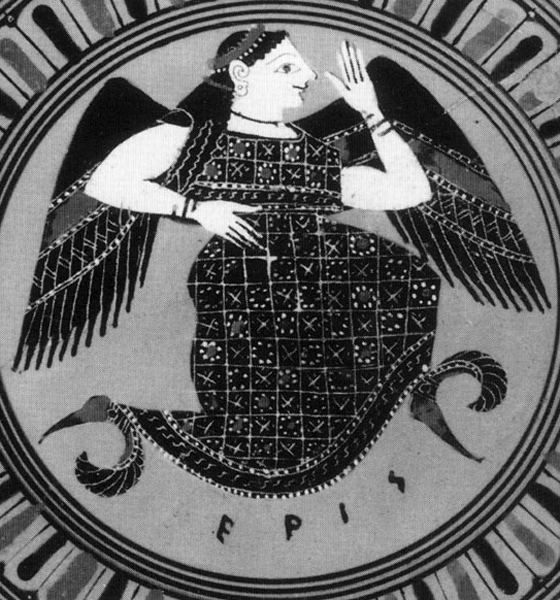
Eris, deessa grecoromana de la discòrdia

El discordianisme és una religió satírica que rendeix culte a Eris Discòrdia, deessa grecoromana de la discòrdia, també representada com la divinitat primigènia grecoromana Caos (mitologia). Va ser fundada en 1957 per Greg Hill, també conegut com a Melaclypse el Jove i Kerry Wendell Thornley, o Omar Khayyam Ravenhurst.
El discordianisme té certes similituds amb interpretacions de l'escola Zen Rinzai. La idea principal del discordianisme és que tot el que existeix és el caos, i que tant l'ordre com el desordre són il·lusions que emmascaren el caos subjacent. El discordianisme considera el caos com alguna cosa positiu, a diferència de la majoria de religions, que prefereixen l'harmonia i l'ordre.
Segons Laurel Narizny, a diferència del pastafarisme, que seria una religió paròdia, ja que és insincera i essencialment atea, el discordianisme seria una religió satírica, doncs pot "proporcionar experiències religioses genuïnes". Per a John Michael Greer, es troba a l'espai entre un moviment religiós i una broma, encara que destaca la seva influència sobre el moviment de la Màgia del caos. Per a Kerry Thornley es tracta d'una forma nord-americana de Zen, i altres discordians prefereixen la denominació "desorganització religiosa".

## Origen

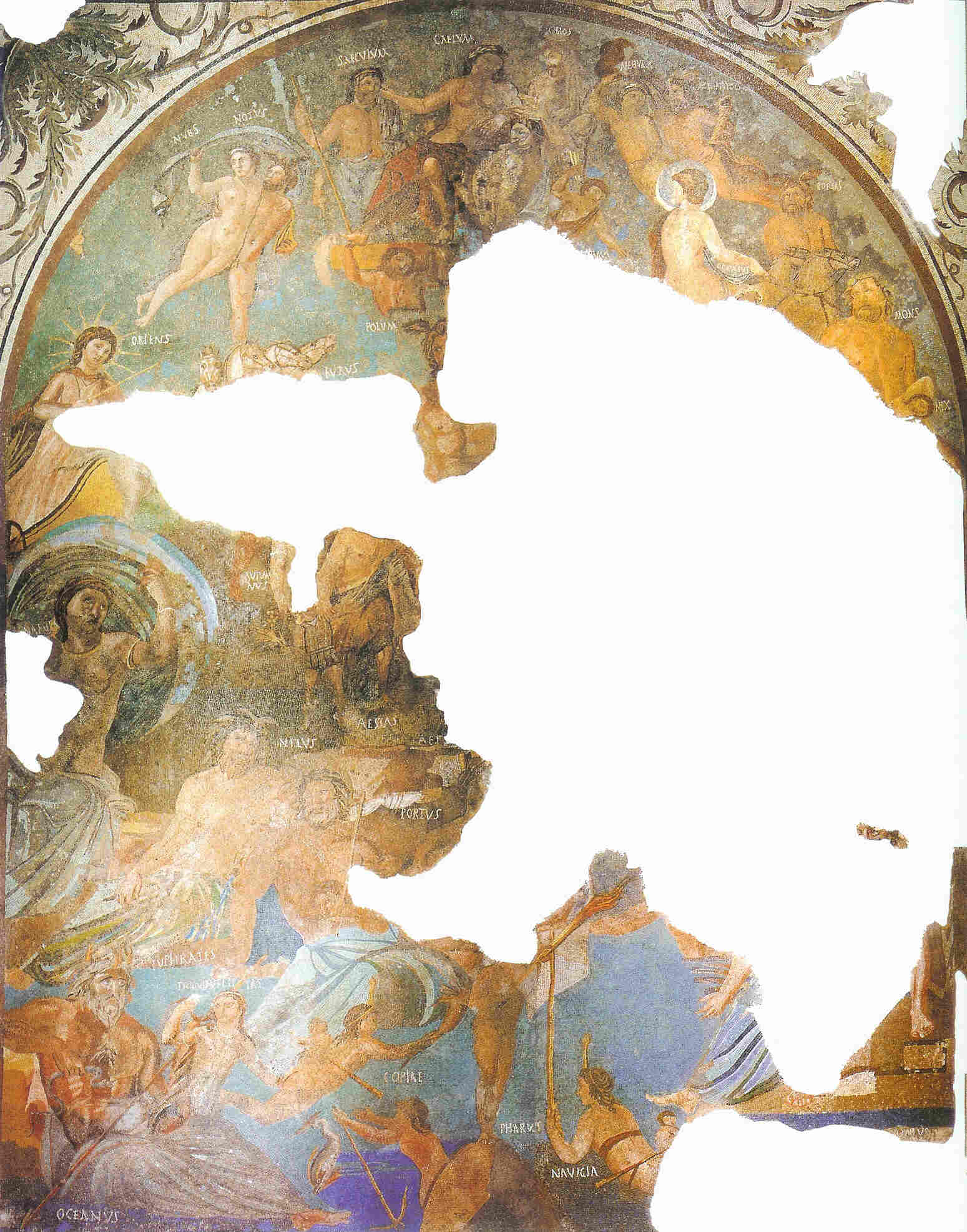
Mosaic Còsmic situat a la casa del Mitreo de Mèrida, amb la representació de les principals divinitats primigènies de la mitologia grecoromana, tals com Saeculum (Segle), Polum (el Pol), Caelum (Urà, el cel), Chaos (Caos), situat sobre Tonitrum (el Tro); a baix Oceà, Mons (la Muntanya com a concepte), Helis en el seu carro (sol), Occasus (el Crepuscle, representat per Selene, la Lluna, en el seu carro...) etc...

Greg Hill i Kerry Thornley eren companys de secundària aficionats a la ciència-ficció, la poesia i la filosofia i es reunien, amb altres amics, en boleres. Segons Bob Newport, un dels primers discordians, aquesta religió es va gestar durant diverses nits en boleres.
El text fonamental del discordianisme és el Principia Discòrdia plantejat per Zorg i escrit per Greg Hill sota el pseudònim de Malaclypse the Younger. Aquest llibre conté referències a una font anterior, The Honest Book of Truth (HBT). A partir de les cites, sembla que HBT, d'existir, consistia en versos agrupats en capítols, al seu torn agrupats en llibres, de forma similar a la Bíblia. Principia inclou parts d'un capítol de HBT on es diu que va ser revelat a Thornley El relat de la revelació del HBT guarda similituds amb el naixement del Llibre de Mormón. També inclou part del següent capítol, on s'explica que HBT va ser fet presa per un recol·lector de desaprofitaments que es va negar a retornar-ho.
El discordianisme pot interpretar-se com una creença en la qual la falta d'harmonia i el caos són aspectes igualment vàlids de la realitat. El Principia Discòrdia suggereix que el discordianisme es va fundar com a antítesi d'altres religions, basades en l'ordre, encara que el llibre descriu el caos com un impuls molt més important de l'univers, i sovint es vilifiquen les forces de l'ordre.

## Difusió
Durant la dècada dels 60, el moviment es va popularitzar pel boca a boca i publicacions underground com el Principia, que va ser imprès en 1963 en una fotocopiadora del govern per un empleat. En la dècada de 1970 va guanyar popularitat a causa del seu paper en la novel·la The Illuminatus! Trilogy (1975), escrita per Robert Anton Wilson i Robert Shea. En aquesta obra, base del folklore esotèric hacker, es narra la lluita pel control del poder entre la societat secreta dels Illuminati que governen el món des de les ombres i l'anàrquica resistència que lluita contra aquests, els seguidors del discordianisme. cal aclarir que Robert Anton Wilson ha dit que la paranoia illuminati en les seves obres no ha de ser presa de debò. Hill i Thornley van donar també nombroses xerrades i conferències sobre aquest tema. La novel·la, i el joc de cartes, publicat pel mateix editor que el Principia Discòrdia, van atreure l'atenció de milers de lectors cap al discordianisme. Els músics Bill Drummond i Jimmy Cauty van contribuir a la seva difusió mitjançant referències en les lletres de les seves cançons. A partir dels 80 es va popularitzar en cercles de la subcultura, com a clubs de jocs de rol, grups de ciència-ficció i internet.

## Creences
S'ha assenyalat la dificultat d'exposar les creences discordianes de forma ordenada, per estar presentades en forma de fragments inconnexos. En Principia Discòrdia s'inclouen tres mites. El primer és el relat de la il·luminació de Thornley, segons el qual se li va aparèixer Eris en la forma d'un ximpanzé. En el segon mite es relata la funció de la poma de Eris i la seva inscripció, que acabaria causant la Guerra de Troia, testimoniatge del poder de Eris.
El tercer mite és «La maledicció de Caragrís», segons el qual Caragrís un dia va despotricar enfadat contra el desordre regnant en l'univers i va dir que anava en contra de l'Ordre Seriós. Caragrís trobaria molts seguidors "que van jugar a prendre's la vida més de debò del que la pròpia vida es pren a si mateixa" fins a arribar a l'època actual, en la qual els homes sofririen la «maledicció de Caragrís», causa d'un desequilibri psicològic i espiritual, frustració i por.
Els cinc manaments (el Pentavòmit) 
El Pentavòmit és el conjunt dels cinc sagrats manaments del Discordianisme. En ells es pot albirar part de la filosofia del Discordianisme, 
1. No hi ha més Deessa que La Deessa, i ella és La teva Deessa. No hi ha un altre Moviment Erisià a part del Moviment Erisià. I en tota Corporació de la Poma Daurada viu un Cuc Daurat.
2. Un Discordià sempre ha d'usar el Sistema Oficial Discordià de Numerat de Documents.
3. Un Discordià, durant l'època de la seva Primera Il·luminació, ha de sortir sol i menjar alegrement un gosset calent els divendres. Aquesta devota cerimònia infringeix alguns tipus de prohibicions que les religions dominants estableixen: El cristià catòlic (no menjar carn els divendres), el judaisme i religió musulmana (no menjar carn de porc), la religió hindú (no menjar carn de vaca), el budisme (no menjar carn d'animal), i el discordianisme (no menjar gossets calents).
4. Un Discordià no ha de menjar gossets calents, doncs van anar el consol de la nostra deessa quan va lluitar contra el rebuig original.
5. Un Discordià té prohibit creure el que llegeix, incloent els presents cinc punts.

## Discordianisme i l'assassinat de John F. Kennedy
Existeixen diversos punts de trobada entre el discordianisme i l'assassinat de John F. Kennedy. Kerry Thornley va servir en l'exèrcit al costat de Lee Harvey Oswald en la primavera de 1959, i van entaular amistat. En 1962, Thornley va publicar el llibre The Idle Warriors, el personatge principal del qual està basat en Lee Harvey Oswald, sent l'únic llibre escrit sobre Oswald abans de l'assassinat de Kennedy.
Un altre nexe és que la primera versió del Principia va ser distribuïda gràcies a que va ser fotocopiada, en 1963, en les oficines de Jim Garrison, el fiscal que portava el cas de la recerca de l'assassinat. Això va ocórrer sense que ni Garrison ni Thornley ho sabessin; va ser un favor que un assistent de Garrison li va fer a Greg Hill.